# 拉濟基 (霍羅爾區)
49°47′12″N 32°56′15″E / 49.78667°N 32.93750°E
拉濟基（羅馬化：Lazky）是烏克蘭中部的村莊，隸屬波爾塔瓦州的盧布尼區。該村分別距離穆西伊夫卡0.5公里和胡多利伊夫卡2公里，海拔高度91米，2001年人口201。